# Ferran Jutglà
Ferran Jutglà Blanch (ur. 1 lutego 1999 w Sant Julià de Vilatorta) – hiszpański piłkarz, występujący na pozycji napastnika w belgijskim klubie Club Brugge.

## Kariera klubowa

### Espanyol
Jutglà karierę seniorską rozpoczynał w Espanyolu. W 2017 został wypożyczony do Sant Andreu, w którym 20 sierpnia 2017 zanotował seniorski debiut, występując w meczu z FC Santboià (0:0). Pierwszą bramkę strzelił 3 września w wygranym 2:0 meczu przeciwko Pobla de Mafumet. 18 czerwca powrócił do Espanyolu, ale znowu został wypożyczony do Sant Andreu na sezon 2018/2019. Po zakończeniu pobytu w tym klubie został włączony do zespołu rezerw Espanyolu.
W czerwcu 2020 dostał powołanie na mecz pierwszego zespołu z Eibarem, lecz nie zagrał w nim. 22 czerwca 2021 klub poinformował, że nie przedłuży kontraktu z Ferranem, który wygasał 30 czerwca.

### FC Barcelona
22 czerwca 2021 ogłoszono jego przejście do lokalnego rywala Espanyolu – FC Barcelony, z którą podpisał roczny kontrakt. Jednocześnie został włączony do zespołu rezerw. W drugim zespole zadebiutował 28 sierpnia w meczu 1:1 z Algeciras. Pierwszą zdobył 24 września, strzelając w spotkaniu z Linense (2:1).
11 grudnia został włączony do treningu z pierwszym zespołem Barcelony przez trenera Xaviego. Dzień później zadebiutował w FC Barcelonie, wchodząc na boisko za Abde Ezzalzouliego w zremisowanym 2:2 meczu Primera División z Osasuną. 18 grudnia zdobył swoją pierwszą bramkę, trafiając w wygranym 3:2 spotkaniu ligowym z Elche. 5 stycznia 2022 zdobył swoją drugą bramkę dla Barçy w meczu Pucharu Króla przeciwko Linares (2:1). 26 maja poinformowano, że odejdzie z katalońskiego klubu. Jako piłkarz rezerw Barcelony z 19 golami na koncie w Primera Federación został królem strzelców.

### Club Brugge
8 czerwca 2022 Club Brugge poinformował o pozyskaniu Jutgli za opłatą 5 milionów euro. Zawodnik podpisał z klubem czteroletni kontrakt. Zadebiutował 17 czerwca w wygranym 1:0 meczu Superpucharu Belgii z K.A.A. Gent, wygrywając swoje pierwsze trofeum w karierze seniorskiej. Pierwszą bramkę strzelił 31 lipca w przegranym 2:1 meczu przeciwko KAS Eupen. 13 września zdobył pierwszą bramkę w Lidze Mistrzów UEFA, skutecznie wykorzystując rzut karny w wygranym 4:0 meczu przeciwko FC Porto. 23 kwietnia 2023 zanotował hat-tricka w wygranym 7:0 meczu z Eupen.

## Kariera reprezentacyjna
24 maja 2022 został powołany do reprezentacji Katalonii na mecz z Jamajką za Daniego Olmo. W wygranym 6:0 meczu zdobył trafienie, strzelając w 74. minucie na 5:0.

## Statystyki

### Klubowe
(aktualne na koniec sezonu 2022/2023)
| Klub                 | Sezon              | Liga               | Liga  | Liga   | Puchar kraju | Puchar kraju | Europa | Europa | Inne  | Inne   | Suma  | Suma   |
| Klub                 | Sezon              | Liga               | Mecze | Bramki | Mecze        | Bramki       | Mecze  | Bramki | Mecze | Bramki | Mecze | Bramki |
| -------------------- | ------------------ | ------------------ | ----- | ------ | ------------ | ------------ | ------ | ------ | ----- | ------ | ----- | ------ |
| Sant Andreu (wyp.)   | 2017/2018          | Tercera División   | 8     | 1      | 0            | 0            | –      | –      | –     | –      | 8     | 1      |
| Sant Andreu (wyp.)   | 2018/2019          | Tercera División   | 39    | 7      | 4            | 0            | –      | –      | –     | –      | 43    | 7      |
| Sant Andreu (wyp.)   | Ogólnie            | Ogólnie            | 47    | 8      | 4            | 0            | 0      | 0      | 0     | 0      | 51    | 8      |
| Espanyol B           | 2019/2020          | Segunda División B | 24    | 7      | –            | –            | –      | –      | –     | –      | 24    | 7      |
| Espanyol B           | 2020/2021          | Segunda División B | 28    | 5      | –            | –            | –      | –      | –     | –      | 28    | 5      |
| Espanyol B           | Ogólnie            | Ogólnie            | 52    | 12     | 0            | 0            | 0      | 0      | 0     | 0      | 52    | 12     |
| FC Barcelona Atlètic | 2021/2022          | Primera Federación | 32    | 19     | –            | –            | –      | –      | –     | –      | 32    | 19     |
| FC Barcelona Atlètic | Ogólnie            | Ogólnie            | 32    | 19     | 0            | 0            | 0      | 0      | 0     | 0      | 32    | 19     |
| FC Barcelona         | 2021/2022          | Primera División   | 6     | 1      | 2            | 1            | 0      | 0      | 1     | 0      | 9     | 2      |
| FC Barcelona         | Ogólnie            | Ogólnie            | 6     | 1      | 2            | 1            | 0      | 0      | 1     | 0      | 9     | 2      |
| Club Brugge          | 2022/2023          | Eerste klasse A    | 34    | 13     | 1            | 0            | 8      | 2      | 1     | 0      | 44    | 15     |
| Club Brugge          | Ogólnie            | Ogólnie            | 34    | 13     | 1            | 0            | 8      | 1      | 1     | 0      | 44    | 15     |
| Ogólnie w karierze   | Ogólnie w karierze | Ogólnie w karierze | 171   | 53     | 7            | 1            | 8      | 2      | 2     | 0      | 188   | 56     |

### Reprezentacyjne
(aktualne na 26 maja 2022)
| Reprezentacja | Rok     | Mecze | Bramki |
| ------------- | ------- | ----- | ------ |
| Katalonia     |         |       |        |
| 2022          | 1       | 1     |        |
| Łącznie       | Łącznie | 1     | 1      |

## Sukcesy

### Club Brugge
- Superpuchar Belgii: 2022

### Indywidualne
- Król strzelców Primera Federación: 2021/2022 (19 goli)